# Eschental (Kupferzell)
Eschental ist ein Ortsteil und ein Dorf der Gemeinde Kupferzell im Hohenlohekreis im nordöstlichen Baden-Württemberg.

## Geographie
Die 2,54 km² große Teilortgemarkung von  Eschental liegt auf der Hohenloher Ebene im Südosteck des Gemeindegebietes von Kupferzell und reicht vom Ostrand der tief in die Ebene eingeschnittenen, bewaldeten Klinge des Eschentaler Bachs weniger als zwei Kilometer weit westwärts auf die flachhügelige Hochebene in Richtung auf das Tal der oberen Kupfer zu. Ihre größte Höhe von 422 m ü. NN liegt etwas über einen halben Kilometer südlich des namengebenden Dorfes auf einer flachen Hügelkuppe, der mit etwa 320 m ü. NN tiefste Punkt am Ausfluss des Eschentaler Bachs aus der Gemarkung.
Die Besiedlung konzentriert sich fast völlig im Dorf Eschental selbst, das in Luftlinie etwa 4,5 km südöstlich vom Gemeindesitz Kupferzell entfernt ist. Das Dorf liegt mit seinen westlichen Teilen auf den beidseitigen Höhen und dem Sattel, der das steil einfallende Tal des kurzen Eschentalbachs (!), welcher ost- bis nordostwärts zum nahen Eschentaler Bach läuft, mit der flachen Mulde des westwärts zur Kupfer laufenden Aspenbaches verbindet. Der alte Ortskern liegt auf dem Talgrund und an den Hängen dieses als Wasserlauf eher unscheinbaren Eschentalbachs. Wenig östlich des Dorfes steht auf dem Mündungssporn dieses Nebenbaches die Ruine Günzburg auf 390–400 m ü. NN, wahrscheinlich die erste Ansiedlung auf der Gemarkung.
Daneben gehört heute noch der Weiler Einweiler zur Gemarkung, seine wenigen Gebäude stehen am Südrand der Teilortgemarkung an der Straße nach Brachbach.

## Geschichte
Udalrikus von Eskendal und sein Bruder Hartheroch erwähnen den Ort erstmals 1103 im Codex Hirsaugiensis. Dieser Ortsadel diente wohl als Ministeriale der Herrschaft von Bielriet.
1278 wurde das Patronatsrecht der Eschentaler Kirche von Walter Schenk von Limburg dem Johanniterorden in Hall geschenkt. Das Vermögen der Eschentaler Kirche wurde durch Schenkungen und Verkäufe durch die Adeligen aus Hall aufgestockt.
Hohenlohe hatte ab dem 14. Jahrhundert die Grundherrschaft.
Im 17. Jahrhundert gehörten die Ortschaften Arnsdorf, Bauersbach, Brachbach, Braunoldswiesen, Einweiler, Feßbach, Goggenbach, Härtlingshagen, Kubach, Leiblinshof (Leipoldsweiler), Reisachshof, Rüblingen, Rückertshausen und Stegenhof (Stegmühle) zur Schul- und Kirchengemeinde Eschental.
Im Jahre 1806 kam Eschental zu Württemberg und somit zum Oberamt Neuenstein.
Im Rahmen der Gebietsreform schloss sich die Gemeinde Eschental am 1. Januar 1972 mit den Gemeinden Feßbach, Goggenbach, Kupferzell, Mangoldsall und Westernach zur neuen Gemeinde Kupferzell zusammen.

## Verkehr
Am Westrand von Eschental kreuzen sich zwei Kreisstraßen, die von Brachbach im Südsüdwesten über Einweiler, Eschental und Goggenbach nach Kupferzell im Nordwesten laufende K 2563 (auf dem Gebiet der südlichen Nachbargemeinde Untermünkheim) und K 2566 (auf Gemeindegebiet) sowie die aus Richtung Westernach über Bauersbach und durch Eschental ziehende K 2364, die dann auf dem Gebiet von Braunsbach als K 2560 weiter bis Arnsdorf und schließlich Braunsbach selbst führt. Etwas südlich von Einweiler zieht die BAB 6 auf Untermünkheimer Gebiet nach Osten zur Kochertalbrücke; die in Luftlinie von Eschental nur etwa 2 km entfernte Anschlussstelle 43 Schwäbisch Hall an ihr ist vergleichsweise nur etwas umständlich zu erreichen.
Die Linie 29 Schwäbisch Hall – Kupferzell des Unternehmens KreisVerkehr Schwäbisch Hall bedient die in der Ortsmitte nahe der Einmündung der Straße Sommerberg in die Hauptstraße liegende Haltestelle an Schultagen knapp ein Dutzend Mal, an Samstagen dreimal. Der nächste Bahnhof liegt im Westen in der an die Gemeinde Kupferzell angrenzenden Kleinstadt Waldenburg an der Bahnstrecke Crailsheim–Heilbronn und ist auf der Straße 9–10 km entfernt.